# Кюзель, Отто
Отто Эмиль Август Кюзель (нем. Otto Emil August Küsel; 16 мая 1909 г., Берлин, Германская Империя — 17 ноября 1984 г., Оберфихтах, ФРГ) — немецкий капо в нацистском концлагере Освенцим (лагерный номер 2), который смог совершить побег, был водворён обратно и остался в живых.

## Заключение в лагерях
Кюзель входил в число первых тридцати заключённых, отобранных рапортфюрером Герхардом Паличем в концлагере Заксенхаузен для Освенцима. Эта группа получила название функциональных заключённых, и в её составе были только лица, осуждённые за тяжкие уголовные преступления. Кюзель (лагерный номер 979) был осуждён за неоднократные рецидивы краж и отбывал наказание в Заксенхаузене с марта 1937 года. Функциональные заключённые были переведены в Освенцим 20 мая 1940 года, еще до его открытия. По прибытии Кюзель получил новый лагерный номер 2.
С одобрения охраны лагеря функционалы осуществляли террор среди обычных заключённых и, по словам самого Палича, были ответственны за смерть не менее, чем двадцати пяти тысяч человек, однако Кюзель характеризуется положительно в мемуарах бывших узников концлагеря. Его вспоминают как «образцового капо» из-за того, что он оказывал покровительство наиболее ослабленным заключённым (подкармливал, поручал самую лёгкую работу), многие из которых (в том числе Казимеж Пеховски, впоследствии также совершивший побег из лагеря) были обязаны ему выживанием.
29 декабря 1942 года Отто Кюзель вместе с тремя другими заключёнными (Мечиславом Янушевским, Болеславом Кучбарой и Яном Комским) совершили побег из Освенцима. Кучбара, одетый в украденную форму СС, подъехал к воротам лагеря в конном экипаже, остальные трое, одетые как заключённые, шли рядом. Кучбара предъявил поддельный пропуск на контрольно-пропускном пункте, охранники не распознали подделку, и заключённые вышли за ворота лагеря. Они смогли добраться до дома знакомого им бойца польского Сопротивления, который дал им одежду и место, чтобы пересидеть первые облавы. Далее заключённые разделились.
При розыске сбежавших заключённых был обнаружен брошенный экипаж, в котором нашли письмо, написанное Кюзелем и адресованное охране лагеря. В нём он упоминает о многочисленных случаях произвола функциональных заключённых по отношению к своим непривилегированным товарищам, в частности, о преступлениях капо Бруно Бродневича (лагерный номер 1), вымогавшего и отбиравшего золото и драгоценности у узников лагеря. В доказательство своих слов Кюзель выдал тайник Бродневича — печь в его комнате. После того, как факты, изложенные в письме, подтвердились, Бродневич был смещён с должности и на два месяца заключён в карцер.
Отто Кюзель смог добраться до Варшавы и примкнул там к одной из групп польского Сопротивления, однако в сентябре 1943-го был вновь арестован и депортирован в Освенцим. По ноябрь 1943-го содержался в Блоке 11 в ожидании казни. Был амнистирован по случаю вступления в должность нового коменданта Освенцима и вновь направлен в общий лагерь.
8 февраля 1944 года Кюзель был переведён из Освенцима в концлагерь Флоссенбюрг (лагерный номер 3819), где содержался до освобождения лагеря американскими войсками.

## После войны
После войны получил множество благодарственных писем от бывших солагерников за свою помощь.
Польша предложила Отто Кюзелю Почётное гражданство, которое он с благодарностью принял.
Кюзель был одним из 211-ти свидетелей, выживших в Освенциме, которые давали показания в суде на втором процессе против сотрудников концлагеря Освенцим во Франкфурте-на-Майне.
Вёл уединённый образ жизни. Умер в Баварии в 1984 году.